# Paranocarodes opacus
Paranocarodes opacus är en insektsart som först beskrevs av Boris Petrovich Uvarov 1927.  Paranocarodes opacus ingår i släktet Paranocarodes och familjen Pamphagidae.

## Underarter
Arten delas in i följande underarter:
- P. o. opacus
- P. o. nigripes